# East Bohemia Tour
El East Bohemia Tour és una cursa ciclista que es disputa a la República Txeca. La cursa es creà el 2015 i forma part de l'UCI Europa Tour amb una categoria 2.2.

## Palmarès
| Any  | Vencedor        | Segon           | Tercer                |
| ---- | --------------- | --------------- | --------------------- |
| 2015 | Jan Tratnik     | Paweł Cieślik   | Michal Schlegel       |
| 2016 | Jan Tratnik     | Francesc Zurita | Max Kanter            |
| 2017 | Kamil Zieliński | Krister Hagen   | Sylwester Janiszewski |